# Рока ди Каве
Ро̀ка ди Ка̀ве (на италиански: Rocca di Cave) е село и община в Централна Италия, провинция Рим, регион Лацио. Разположено е на 933 m надморска височина. Населението на общината е 385 души (към 2010 г.).